# Шмаринов, Сергей Алексеевич
Сергей Алексеевич Шмаринов (род. 18 марта 1958 года, Москва, РСФСР, СССР) — советский и российский художник, академик Российской академии художеств (2007).

## Биография
Родился 18 марта 1958 года в Москве, где живёт и работает.
В 1981 году — окончил Московский художественный институт имени В. И. Сурикова, мастерская монументальной живописи К. А. Тутеволь.
С 1989 года — член Союза художников СССР, России.
В 2007 году — избран академиком Российской академии художеств от Отделения дизайна.

### Семья
- Дед по материнской линии — кинорежиссёр Николай Константинович Санишвили (1902—1995), народный артист Грузинской ССР.
- Бабушка по материнской линии — киноактриса Галина Сергеевна Кравченко (1905—1991), заслуженная артистка РСФСР.
- Мать — киноактриса Карина Николаевна Шмаринова (1937—2012).
- Дед по отцовской линии — художник Дементий Алексеевич Шмаринов (1907—1999).
- Отец — художник Алексей Дементьевич Шмаринов (род. 1933), народный художник Российской Федерации (1993).
- Брат — актёр театра и кино Алексей Алексеевич Шмаринов (род. 1956).

## Творческая деятельность
Основные проекты и произведения
- серия витражей на тему «Виды искусства», МГХИ имени В. И. Сурикова, 1980;
- витражи в издательстве и в типографии «Молодая Гвардия», г. Москва (в соавторстве с О. Лангом);
- оформление консульского отдела МИД России, Москва;
- декорации к балету «Казанова», Атланта, США;
- декорации к балету на музыку Моцарта «Фантазия на тему Казановы», Москва, Большой театр, 1988;
- декорации к балету на музыку Вагнера «Сильнее золота и смерти» (по мотивам оперной тетралогии «Кольцо Нибелунгов»), Русский камерный балет, Москва;
- серия станковых работ «Вечные профессии».

Произведения находятся в собраниях музея Большого Театра, частных коллекциях в России и за рубежом.

## Награды
- Заслуженный художник Российской Федерации (9 января 2012) - за заслуги в области изобразительного искусства[1]